# VSD Rangers
I VSD Rangers sono una squadra di football americano di Dunakeszi, in Ungheria, fondata nel 2016.

## Dettaglio stagioni

### Tornei nazionali

#### Campionato

##### HFL
| Stagione | regular season | regular season | regular season | regular season | regular season | regular season | playoff | playoff | playoff | playoff | playoff | playoff   | playoff    |
|          | Vin            | Par            | Per            | Tot            | PF             | PS             | Vin     | Per     | Tot     | PF      | PS      | risultato | avversaria |
| -------- | -------------- | -------------- | -------------- | -------------- | -------------- | -------------- | ------- | ------- | ------- | ------- | ------- | --------- | ---------- |
| 2023     | 1              | 0              | 5              | 6              | 80             | 81             | -       | -       | -       | -       | -       | -         | -          |
| 2024     | 0              | 0              | 5              | 5              | 22             | 161            | -       | -       | -       | -       | -       | -         | -          |
| Totale   | 1              | 0              | 10             | 11             | 102            | 242            | -       | -       | -       | -       | -       |           |            |

Fonti: Enciclopedia del Football - A cura di Massimo Mezzetti

##### Divízió I (secondo livello)/Divízió II (secondo livello)
| Stagione | regular season | regular season | regular season | regular season | regular season | regular season | playoff | playoff | playoff | playoff | playoff | playoff    | playoff              |
|          | Vin            | Par            | Per            | Tot            | PF             | PS             | Vin     | Per     | Tot     | PF      | PS      | risultato  | avversaria           |
| -------- | -------------- | -------------- | -------------- | -------------- | -------------- | -------------- | ------- | ------- | ------- | ------- | ------- | ---------- | -------------------- |
| 2020     | 4              | 0              | 0              | 4              | 201            | 37             | -       | -       | -       | -       | -       | -          | -                    |
| 2021     | 0              | 0              | 5              | 5              | 38             | 163            | -       | -       | -       | -       | -       | -          | -                    |
| 2022     | 5              | 0              | 1              | 6              | 180            | 92             | 0       | 1       | 1       | 0       | 6       | Semifinale | Szombathely Crushers |
| Totale   | 9              | 0              | 6              | 15             | 419            | 292            | 0       | 1       | 1       | 0       | 6       |            |                      |

Fonti: Enciclopedia del Football - A cura di Massimo Mezzetti

##### Divízió II (terzo livello)
| Stagione | regular season | regular season | regular season | regular season | regular season | regular season | playoff | playoff | playoff | playoff | playoff | playoff    | playoff            |
|          | Vin            | Par            | Per            | Tot            | PF             | PS             | Vin     | Per     | Tot     | PF      | PS      | risultato  | avversaria         |
| -------- | -------------- | -------------- | -------------- | -------------- | -------------- | -------------- | ------- | ------- | ------- | ------- | ------- | ---------- | ------------------ |
| 2018     | 2              | 0              | 4              | 6              | 109            | 118            | -       | -       | -       | -       | -       | -          | -                  |
| 2019     | 3              | 0              | 3              | 6              | 101            | 134            | 0       | 1       | 1       | 0       | 45      | Semifinale | Tatabánya Mustangs |
| Totale   | 5              | 0              | 7              | 12             | 210            | 252            | 0       | 1       | 1       | 0       | 45      |            |                    |

Fonti: Enciclopedia del Football - A cura di Massimo Mezzetti

### Riepilogo fasi finali disputate
| Anno           | Luogo | Evento     | Fase del torneo | Incontro                           | Risultato |
| 30 giugno 2019 |       | Divízió II | Semifinale      | Tatabánya Mustangs - VSD Rangers   | 45 - 0    |
| 9 luglio 2022  |       | Divízió I  | Semifinale      | VSD Rangers - Szombathely Crushers | 0 - 6     |